# Чеченська музика

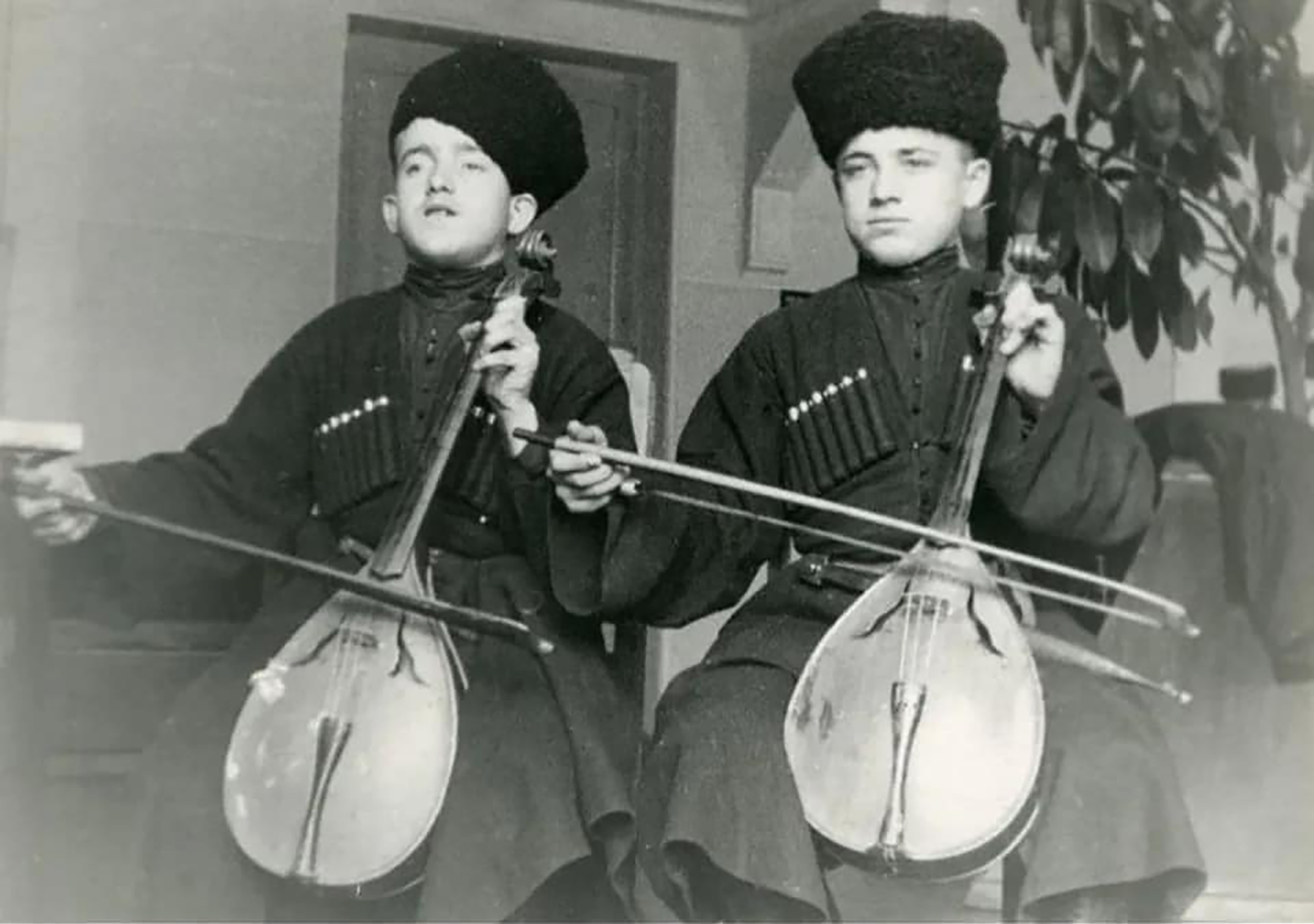
Молоді чеченські музиканти Асуханов і Магомедов, 1939

Чеченська музика — музична культура чеченського народу, одна із самобутніх музичних культур народів Північного Кавказу. До двадцятого століття чеченська музика існувала в усній традиції. Про давність національної музики свідчать пам'ятки усної народно-поетичної творчості, зокрема нартовський епос.

## Жанри
Численні жанри музичного фольклору поділені на три великі групи: самостійна інструментальна музика; інструментальна музика, яка супроводжує танці, джигітування, ходу тощо; вокальна музика.
Один із найзначиміших вокальних жанрів — іллі-пісні з текстами, які не закріплені за конкретними наспівами (героїчні, епічні та історичні чоловічі пісні речитативно-декламаційної побудови). Виконавець іллі — ілланча співає під акомпанемент інструменту, на якому грає сам. Найпопулярніший жанр — ешарш — пісні з закріпленим текстом (включає ліричні жіночі пісні, а також пісні сучасні). У жанрі йіш (жартівливі, застільні, колискові пісні) текст повністю або частково імпровізується виконавцями. Народна пісня має сольну та хорову (одноголосну та багатоголосну) чоловічу та жіночу традиції виконавства. Пісні(окрім голосіння та колискових) виконуються в інструментальному супроводі.

## Ладо-гармонічні особливості
У ладовій системі народної музики переважають діатонічні мінорні лади без висхідного ввідного тону. Найрозповсюдженіший є дорійський лад з опором на тризвуки нетерцієвої структури. Типовими є великосекундові послідовності співзвучностей та секундова спорідненість тональностей, багатоманітні форми ладової та тональної перемінності, внаслідок якої виникають лади зі змінними ступенями. Неповторна своєрідність притаманна мінорному ладу чеченських пісень, який поєднує ознаки фригійського та дорійського ладів. Основний тип мелодичного малюнку — після висхідного стрибку поступовий низхідний секвентний рух. Ритміка дуже різноманітна, широко розповсюджені зміни метру.

## Народні інструменти

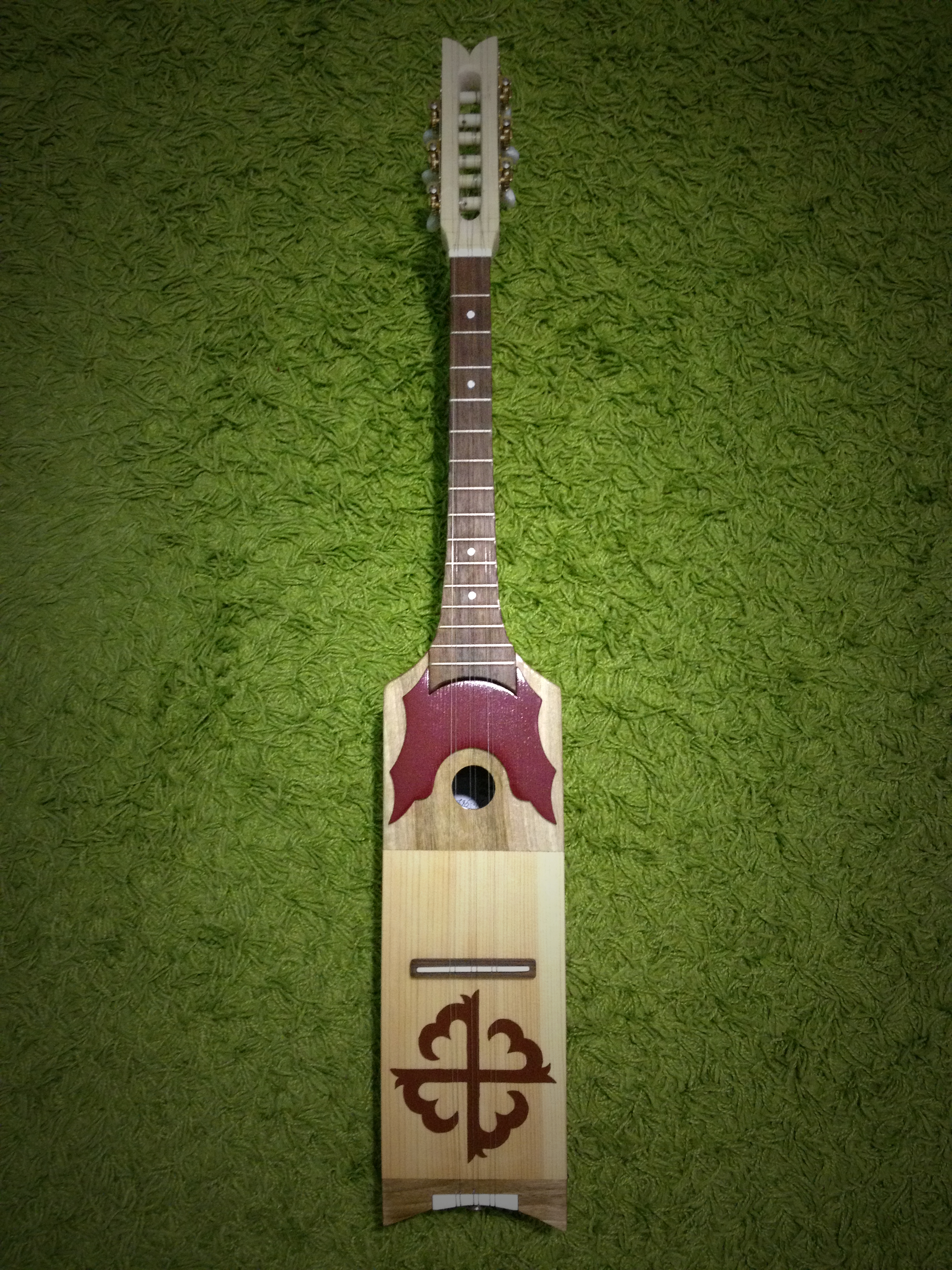
Пондар, один із найпоширеніших чеченських музичних інструментів

Серед національних інструментів: струнно-щипковий триструнний пондар та струнно-смичковий триструнний чондар, а також східна або кавказька гармоніка, баян, акордеон. Найрозповсюдженіший ансамбль — зурна в поєднанні з двостороннім барабаном (вота, гавал) чи бубном (жирга, жиргіа, теп). В радянські роки низка інструментів зазнали модернізацій і були включені до складу оркестрів народних інструмнтів.

## Професійна музична культура
Перший запис чеченської народної мелодії був опублікований І. В. Добровольським 1818 року. у двадцятих роках 20-го століття з'являються публікації А. А. Давиденко, Т. Бейбулатова, Є. А. Колесникова та інших. Засновник національної композиторської школи Георгій Христофорович Мепурнов. Вагомий внесок у розвиток національної музичної культури зробили Н. С. Речменський, Л. М. Шаргородський, А. М. Халебський, В. І. Ашкеназі. Національні композитори У. А. Бескуланов, А. М. Шахбулатов, С. У. Димаєв.
В роки радянської влади була заснована Чеченська державна філармонія (1936), діяльність якої значною мірою була спрямована на популяризацію творів чеченських композиторів, а також чеченської музики в обробці радянських композиторів. В 1936—1996 в Грозному діяло Грозненське музичне училище, що по війні було об'єднано з училищем культури.

## Видання
- Аракчиев Д. И., Песни кавказских горцев, курдов, турок…, «Труды музыкально-этнографической комиссии», т. 4, М., 1913;
- Сборник чеченских мелодий и песен, записанных и обработанных для фп. в 2 руки А. Давиденко, М., 1926, 1930;
- Бейбулатов Т., Сборник стихотворений и песен, Буйнакск, 1926;
- Мепурнов Г., Песни Чечено-Ингушетии, М., 1936;
- Речменский Н., Чеченские и ингушские народные мелодии и песни, М., 1962;
- Чечено-ингушский музыкальный фольклор, т. 1, Грозный, 1963;
- Нохчгі алгіайн музыкальни фольклор (Чечено-ингушский музыкальный фольклор), т. 2, Грозный, 1965;
- Народная музыка Чечено-Ингушетии, сост. У. Бексултанов, М., 1976;
- Грановский Б. Б., Песни народов России в музыкальном собрании и трудах В. Ф. Одоевского, в кн.: Типология и взаимосвязи фольклора народов СССР, М., 1980, с. 312-41.